# Sant Ramon de Sobirana de Ferrans
Sant Ramon de Sobirana de Ferrans és una Església del municipi de Balsareny (Bages) inclosa en l'Inventari del Patrimoni Arquitectònic de Catalunya.

## Descripció
Església amb planta de dues naus; una de principal, gran i de forma allargada, i l'altra al cantó nord, petita i gairebé quadrada. Ambdues estant encapçalades per un absis de dimensions concordants amb la grandària respectiva de les naus. Aquestes són cobertes amb una volta de canó lleugerament apuntada, i els absis amb volta de quart d'esfera. Dos arcs apuntats en degradació relacionen l'absis principal amb la nau. Al centre dels absis s'obren unes petites finestres de doble esqueixada i de mig punt. La porta d'accés es troba al mur de migdia; és formada per tres arcs de mig punt en degradació, obrats amb dovelles. La decoració del portal és senzilla, només presenta alguns elements esculpits: uns botons en l'arquivolta, uns motius geomètrics, i una figura antropomorfa. En època gòtica la nau principal s'engrandí pel cantó de ponent i posteriorment s'enlairà amb una torre quadrada.

## Història
Aquesta església es trobava dins l'antic terme del castell de Balsareny, en el lloc conegut com la vall de Ferrans, documentat des del 967: Vall de Fernandos. L'església apareix el 1154 en les primeres llistes del bisbat de Vic, amb categoria de parròquia, però sense l'advocació. Als s. XIV, el 1311, apareix l'església de Sen Digmenge de Ferrans, i el 1398 la dedicació es llatinitza Sancti Domini de Ferrans. Ara bé, l'advocació més antiga no queda aclarida.
Al segle xiv deixà de ser parròquia i passà a ser sufragània de la parroquial de Balsareny. El 1849 l'església juntament amb el mas Sobirana passà a ser propietat de la comunitat de Canonges de Santa Maria de Manresa. El 7 d'octubre de 1979, després de restaurada, fou restablert el culte. El 1959 passà a dependre del bisbat de Solsona, deixant el de Vic, del qual havia depès.